# Ортола, Адриан
Адриан Ортола Ваньо (исп. Adrián Ortolá Vaño; 20 августа 1993, Хавеа) — испанский футболист, вратарь клуба «Дейнзе». Двукратный чемпион Европы в возрастной категории до 19 лет.

## Клубная карьера
Адриан начинал заниматься футболом в клубе «Аликанте», после роспуска академии он провёл один год в школе скромной «Роды», откуда перебрался в систему «Вильярреала». За третью команду клуба голкипер дебютировал в сезоне 2010/11, став её первым номером. С 2011 года Адриана привлекают к тренировкам в составе команды «Вильярреал B», но в её составе на поле он ещё так и не вышел.
В 2013 году перебрался во вторую команду «Барселоны».

## Карьера в сборной
Адриан — двукратный чемпион Европы в возрастной категории до 19 лет в составе сборной Испании (до 19 лет). На обоих турнирах он был запасным вратарём и провёл по одному матчу. Сейчас Адриан основной вратарь молодёжной сборной Испании (до 20 лет), на его счету уже три встречи.

## Достижения
- Победитель чемпионата Европы (до 19 лет) (2): 2011, 2012

## Статистика выступлений

### Клубная статистика
| Выступление      | Выступление      | Выступление      | Лига | Лига | Кубок | Кубок | Еврокубки | Еврокубки | Другие | Другие | Итого | Итого |
| Клуб             | Лига             | Сезон            | Игры | Голы | Игры  | Голы  | Игры      | Голы      | Игры   | Голы   | Игры  | Голы  |
| ---------------- | ---------------- | ---------------- | ---- | ---- | ----- | ----- | --------- | --------- | ------ | ------ | ----- | ----- |
| Вильярреал B     | Сегунда Б        | 2012/13          | 9    | -13  | —     | —     | —         | —         | —      | —      | 9     | -13   |
| Вильярреал B     | Итого            | Итого            | 9    | -13  | 0     | 0     | 0         | 0         | 0      | 0      | 9     | -13   |
| Барселона B      | Сегунда          | 2013/14          | 7    | -9   | —     | —     | —         | —         | —      | —      | 7     | -9    |
| Барселона B      | Сегунда          | 2014/15          | 26   | -47  | —     | —     | —         | —         | —      | —      | 26    | -47   |
| Барселона B      | Сегунда Б        | 2015/16          | 34   | -32  | —     | —     | —         | —         | —      | —      | 34    | -32   |
| Барселона B      | Итого            | Итого            | 67   | -88  | 0     | 0     | 0         | 0         | 0      | 0      | 67    | -88   |
| Алавес           | Примера          | 2016/17          | 1    | -0   | 6     | -3    | —         | —         | —      | —      | 7     | -3    |
| Алавес           | Итого            | Итого            | 1    | -0   | 6     | -3    | 0         | 0         | 0      | 0      | 7     | -3    |
| Всего за карьеру | Всего за карьеру | Всего за карьеру | 77   | -101 | 6     | -3    | 0         | 0         | 0      | 0      | 83    | -104  |

### Международная статистика
| Сборная          | Сезон            | Товарищеские | Товарищеские | Турниры | Турниры | Всего | Всего |
| Сборная          | Сезон            | Игры         | Голы         | Игры    | Голы    | Игры  | Голы  |
| ---------------- | ---------------- | ------------ | ------------ | ------- | ------- | ----- | ----- |
| Испания (до 18)  | 2011             | 0            | -0           | 1       | -3      | 1     | -3    |
| Испания (до 18)  | 2012             | 2            | -2           | 1       | -0      | 3     | -2    |
| Всего за карьеру | Всего за карьеру | 2            | -2           | 2       | -3      | 4     | -5    |

### Матчи и голы за сборные
| № | Место проведения | Дата            | Оппонент   | Счёт  | Пр. голы | Замены | Номер | Соревнование            |
| 1 |                  | 26 июля 2011    | Турция     | 0 : 3 | 3        | —      | 13    | Финальные матчи ЧЕ-2011 |
| 2 |                  | 29 февраля 2012 | Франция    | 2 : 1 | —        | 46'    |       | Товарищеский матч       |
| 3 |                  | 27 марта 2012   | Черногория | 2 : 2 | 2        | —      |       | Товарищеский матч       |
| 4 |                  | 9 июля 2012     | Эстония    | 2 : 0 | —        | —      | 13    | Финальные матчи ЧЕ-2012 |

Итого: 4 матча / 5 пропущенных голов / 1 «сухой» матч; 2 победы, 1 ничья, 1 поражение.